# Laisana Likuceva
Laisana Likuceva (3 de fevereiro de 1999) é uma jogadora de rugby sevens fijiana.

## Carreira
Likuceva integrou a Seleção Fijiana de Rugby Sevens Feminino nos Jogos Olímpicos de Verão de 2020 em Tóquio, quando conquistou a medalha de bronze após derrotar a equipe britânica por 21–16.